# Смирнова, Мария Васильевна
Мари́я Васи́льевна Смирно́ва (31 марта 1920, Тверская область — 10 июня 2002, Тверь) — советский военный лётчик, участница Великой Отечественной войны. С 1942 по 1945 год — командир эскадрильи 46-го гвардейского ночного бомбардировочного авиационного полка. Герой Советского Союза (1944).

## Биография
Родилась в деревне Воробьёво ныне Лихославльского района Тверской области в крестьянской семье. Карелка. В 1936 году окончила Лихославльское педагогическое училище, Калининский аэроклуб. Работала учительницей в деревне Полюжье, лётчиком-инструктором в аэроклубе. В Красной армии с ноября 1941 года. В 1942 году окончила курсы лётчиков при Энгельсской военной авиационной школе пилотов. В действующей армии с мая 1942 года. Член ВКП(б) с 1943 года.
Командир эскадрильи 46-го гвардейского ночного бомбардировочного авиационного полка (325-я ночная бомбардировочная авиадивизия, 4-я воздушная армия, 2-й Белорусский фронт) гвардии капитан М. В. Смирнова к августу 1944 года совершила 805 ночных боевых вылетов на бомбардировку войск противника, нанесла врагу большой урон. Из 25 тысяч боевых вылетов на долю эскадрильи Смирновой приходилось 10 тысяч вылетов, сама она 940 раз летала на ночные боевые задания.
Указом Президиума Верховного Совета СССР от 26 октября 1944 года за образцовое выполнение боевых заданий командования и проявленные мужество и героизм в боях с немецко-фашистскими захватчиками командиру эскадрильи гвардии капитану Смирновой Марии Васильевне было присвоено звание Героя Советского Союза с вручением ордена Ленина и медали «Золотая Звезда».
После войны в отставке в звании майора. В 1954 году окончила Тамбовскую областную партийную школу. Находилась на партийной и советской работе. Жила в Твери.
Умерла 10 июля 2002 года в Твери. Похоронена на Дмитрово-Черкасском кладбище Твери.

## Память
В 1985 году советский художник Сергей Бочаров написал с натуры большое полотно «Групповой портрет лётчиц — Героев Советского Союза 46-го гвардейского ночного бомбардировочного авиационного Таманского Краснознамённого и ордена Суворова полка. Ночные ведьмы», холст, масло 200х250 см. На картине Смирнова М. В. в центре, слева на право вверху восьмая. Картина находится в собрании Музея авиации и космонавтики в Москве.

## Награды и звания
- Медаль «Золотая Звезда»;
- орден Ленина;
- три ордена Красного Знамени;
- орден Александра Невского;
- орден Отечественной войны 1-й степени;
- орден Красной Звезды;
- медали;
- почётный гражданин Твери.